# Чёрная (приток Лызовки)
Чёрная — река в России, протекает по Чердынскому и Красновишерскому районам Пермского края. Устье реки находится в 12 км по левому берегу реки Лызовка. Длина реки составляет 11 км.
Исток реки в лесном массиве в 20 км к северо-западу от города Чердынь. В верховьях течёт на северо-восток, затем поворачивает на юго-восток. Всё течение проходит по ненаселённому заболоченному лесу. Впадает в Лызовку у деревни Лызово.

## Данные водного реестра
По данным государственного водного реестра России относится к Камскому бассейновому округу, водохозяйственный участок реки — Кама от водомерного поста у села Бондюг до города Березники, речной подбассейн реки — бассейны притоков Камы до впадения Белой. Речной бассейн реки — Кама.
По данным геоинформационной системы водохозяйственного районирования территории РФ, подготовленной Федеральным агентством водных ресурсов:
- Код водного объекта в государственном водном реестре — 10010100212111100006703
- Код по гидрологической изученности (ГИ) — 111100670
- Код бассейна — 10.01.01.002
- Номер тома по ГИ — 11
- Выпуск по ГИ — 1